# Per la critica dell'economia politica
Per la critica dell'economia politica (in tedesco Zur Kritik der politischen Ökonomie) è un saggio economico, anticipatore de Il Capitale, concernente l'analisi del capitalismo e della teoria quantitativa della moneta, scritto tra l'agosto 1857 e il giugno 1858 da Karl Marx e pubblicato nel 1859. Considerato, da alcuni studiosi, libro fondamentale per comprendere appieno l'idea della crisi strutturale del capitalismo.

## Storia
Nell'agosto del 1857 Marx iniziò a sistematizzare il materiale ed a scrivere una grande opera economica. Marx elaborò il primo piano per quest'opera nell'agosto e settembre de 1857. Nei mesi successivi, Marx dettaglia il suo piano e nell'aprile 1858 decide che l'intera opera sarà composta da sei libri. Progettò di dedicare il 1o libro allo studio del capitale (l'autore, inoltre, avrebbe inserito alcuni capitoli introduttivi prima di presentare i problemi del capitale); il 2o libro sulla proprietà fondiaria, il 3o sullo studio del lavoro salariato, il 4o sullo stato, il 5o sul commercio internazionale e il 6o sul mercato mondiale. Si presumeva che il primo libro comprendesse quattro sezioni e il primo comprendesse tre capitoli: 1. valore, 2) denaro e 3) capitale.
Lavorando al primo libro, cioè al libro "On Capital", Marx dall'agosto 1857 al giugno 1858 scrisse un manoscritto di circa 50 fogli a stampa, pubblicato dopo la morte dell'autore in lingua tedesca con il titolo "Grundrisse der Kritik der politischen Ökonomie" noto in italiano come "Lineamenti fondamentali della critica dell'economia politica". In questo manoscritto, contenente un'introduzione generale, una sezione sulla moneta e una sezione molto più ampia sul capitale, Marx ha presentato i primi risultati dei suoi molti anni di ricerca economica, comprese le disposizioni principali della sua teoria del plusvalore. Il Grundrisse è, infatti, la prima versione incompiuta della prima parte dell'opera economica fondamentale concepita contemporaneamente da Marx.
All'inizio del 1858, Marx decise di iniziare a pubblicare la sua opera in edizioni separate. Dopo aver stretto un accordo preliminare con l'editore berlinese Franz Dunker, sta lavorando al primo numero.Tra l'agosto 1858 e il gennaio 1859 Marx ha rivisto il capitolo sul denaro, ha scritto un capitolo sulla merce, ha curato il testo finale di questo manoscritto e, dandogli il titolo "Per la critica dell'economia politica", l'ha inviato a un editore di Berlino il 26 gennaio 1859. Nel febbraio 1859 Marx inviò la prefazione all'editore e l'opera fu pubblicata nel giugno 1859.
Dopo il primo numero, Marx intendeva pubblicarne un secondo, affrontando il problema del capitale. Ulteriori ricerche, tuttavia, spinsero Marx a modificare il piano originale della sua grande opera. Il piano di sei libri è cambiato nel piano di quattro volumi del capitale. Pertanto, al posto della seconda e delle successive edizioni, Marx preparò "Il Capitale", in cui, in forma rivista, inserì anche alcune delle principali disposizioni del libro "Per la critica dell'economia politica".
Durante la vita di Marx, il libro "Per la critica dell'economia politica" non fu ripubblicato. L'eccezione era la prefazione, in forma ridotta pubblicata il 4 giugno 1859, anche sul quotidiano tedesco londinese Das Volk. Un estratto dalla seconda sezione del libro, dedicata alla critica della teoria utopica del denaro da lavoro, Engels includeva oltre alle edizioni tedesche del 1885 e del 1892 le opere di Marx "Miseria della filosofia".

## Contenuto
Il tema in generale è sul valore delle merci nella sua duplice forma di rappresentazione del valore d'uso e del valore di scambio, lavoro concreto e astratto, tempo di lavoro come misura quantitativa del lavoro, denaro, metalli preziosi, circolazione, accumulazione, base e sovrastruttura, produzione e crisi commerciali.
In Per la critica dell'economia politica, Marx effettua un'analisi della merce, utilizzandola in seguito come strumento per spiegare il fenomeno della crisi strutturale del capitalismo. Tramite una trattazione rigorosa ed argomentata, il filosofo analizza il tema della produzione in relazione ai suoi effetti e alle sue contraddizioni.
I concetti esaminati in questo saggio si ritroveranno, con un'argomentazione più approfondita, nel terzo volume de "Il Capitale".
Marx descrive anche la concezione sbagliata delle condizioni economiche all'interno della società borghese e tra gli economisti borghesi:
(Karl Marx, "Per la critica dell'economia politica")
Ci sono lievi differenze tra questo libro e la prima sezione de "Il Capitale": "Merce e denaro" che condensava i contenuti del contributo alla critica dell'economia politica.
Marx inizia parlando della differenza tra valore d'uso e valore di scambio, mentre "Il Capitale" parte dalla differenza tra valore d'uso e valore (sostanza di valore, grandezza di valore), e poi commenta lo scambio di valore.
Si tratta di differenza di ordine nell'esporre: in contribuzione la merce ha valore d'uso, e quando viene scambiata con altre merci o denaro, allora è all'interno dei rapporti di scambio e di conseguenza dei rapporti sociali. E all'interno della società le persone lavorano, e così nasce il valore-lavoro, che è più importante del valore d'uso e del valore di scambio. Questo perché il valore d'uso è determinato dall'utilità, e questo dipende da chi lo utilizzerà: per quella persona, solo quella merce ha quell'utilità, e quindi è insostituibile e unica, rendendo difficile il confronto con altre merci.
D'altra parte, il valore di scambio oscilla in ogni momento nel commercio, a seconda dell'offerta e della domanda, dell'equità o della contrattazione tra commercianti e consumatori. Ma in questo modo, se un venditore di attrezzi vende a caro prezzo, l'acquirente compra gli attrezzi a caro prezzo e con essi produce il suo aggeggio, che risulterà anche più costoso per via degli attrezzi costosi che ha comprato, e quindi chi compra l'aggeggio rivenderà anche il suo prodotto più costoso. o servizio, in modo che l'aumento di prezzo prima o poi colpisca colui che inizialmente ha alzato il prezzo degli strumenti. Pertanto, il valore di scambio è troppo volatile.
Per verificare il prezzo minimo per iniziare la vendita, o, dopo molte vendite e acquisti, per verificare che esista una media attorno alla quale oscillano i prezzi, è necessario un valore che non vari nonostante i prezzi nominali aumentino o scendano nei cambi, ma anche non così unico e difficile da confrontare come il valore d'uso.
I fisiocratici parlavano di valore che veniva dalla natura e quindi le merci valgono più o meno a seconda di quanto siano vicine o lontane dalla natura. Adam Smith e David Ricardo hanno già parlato del valore che viene dal lavoro, che è più appropriato per il capitalismo, e spiegano la generazione di valore anche all'interno di industrie che, dalla materia prima, trattano elementi lontani dalla natura. Ecco, dunque, il valore-lavoro, o semplicemente il valore del lavoro.
Forse è per sottolineare l'importanza del valore che nel "Il Capitale" ha iniziato con la differenza tra valore d'uso e valore, la sostanza di un prodotto come merce è nel suo valore, perché se si esclude il valore d'uso della merce, ciò che resta è il valore-lavoro, e un modo in cui questo valore si manifesta è attraverso il valore di scambio.
È interessante notare che il riassunto de "Il Capitale" di Carlo Cafiero, che è una sintesi scritta per essere più comprensibile, parte dal valore d'uso e dal valore di scambio, come in contributo.